# Xã Hill, Michigan
Xã Hill (tiếng Anh: Hill Township) là một xã thuộc quận Ogemaw, tiểu bang Michigan, Hoa Kỳ. Năm 2010, dân số của xã này là 1.361 người.